# Пшеславка
Пшеславка (пол. Przesławka) — село в Польщі, у гміні Корицин Сокульського повіту Підляського воєводства.
Населення — 40 осіб (2011).
У 1975-1998 роках село належало до Білостоцького воєводства.

## Демографія
Демографічна структура станом на 31 березня 2011 року:
|          | Загалом | Допрацездатний вік | Працездатний вік | Постпрацездатний вік |
| -------- | ------- | ------------------ | ---------------- | -------------------- |
| Чоловіки | 20      | 5                  | 12               | 3                    |
| Жінки    | 20      | 3                  | 11               | 6                    |
| Разом    | 40      | 8                  | 23               | 9                    |